# Mariage homosexuel à Cuba
Le mariage homosexuel est autorisé à Cuba, de même que l'adoption d'enfants par les couples de même sexe et la gestation pour autrui sans fins lucratives.
Un référendum sur un nouveau Code de la famille a conduit à leur légalisation à partir du 27 septembre 2022. 
Cuba est alors le 32e pays au monde et premier État communiste à légaliser le mariage homosexuel et l'adoption homoparentale.

## Légalisation
Le changement de Constitution prévu à Cuba en 2019 après l'arrivée au pouvoir de Miguel Díaz-Canel prévoit initialement d'autoriser l'ouverture du mariage aux couples de même sexe. En septembre 2018, en prévision du référendum constitutionnel, Díaz-Canel se dit favorable à titre personnel à la légalisation du mariage homosexuel, tout en précisant que la décision en reviendra à la population. L'Église catholique à Cuba, pour sa part, s'oppose « fortement » à cette légalisation. À l'issue de la consultation populaire, le texte définitif ne légalise finalement pas le mariage homosexuel face au « rejet d’une partie de la population et des Églises catholique et évangéliques ». Le gouvernement prévoit plutôt de le légaliser par un amendement ultérieur au code de la famille. Ce dernier est soumis à un référendum séparé le 25 septembre 2022,. Approuvé par 66,85 % des suffrages exprimés, le code est signé par Miguel Díaz Canel le lendemain et publié au Journal officiel le 27 septembre 2022, date de son entrée en vigueur,.